# 爆土圧
爆土圧（ばくどあつ）とは地盤を介して地下構造物に作用する爆轟圧力である。
地中で爆発が起きた場合には空気中のように爆風によるエネルギーの伝播ではなく地盤を介したエネルギーの伝播によって周囲の構造物に対して被害が発生する。
爆土圧は地盤の種類と飽和度によって変動することが知られているが、実験データが乏しく、今までは研究があまり行われていなかった。近年になって爆発物テロへの建築物の安全対策や火薬類取締法25条で定める地中式火薬庫の保安距離の見直し要請から、平成17年度ごろから爆土圧の研究が始められるようになった。
現在の研究段階で判明している総論としては、爆土圧の減衰は爆風よりも大きく急速に衰退する、地盤の飽和度が高いほど爆土圧の減衰は小さくなることである。

## 背景
地中式一級火薬庫の保安距離の見直し要請が出るようになった背景には日本の宅地開発が進み、火薬庫の周辺にマンションや住宅が建設されるようになり、保安距離を確保することが困難になってきたという事情がある。
保安距離が確保できなければ備蓄量を減少させるか、不自由な場所へ移転せざるを得なくなる。
このような問題に対応する方法として地中式の場合には爆発時の被害が地中に留まるようにして飛散物が出ないようにすれば保安距離を短くすることが出来るのではないかという案から検討されるようになった。
しかし、科学的な根拠となるデータが乏しいことから近年になってから急に爆土圧の研究が始められるようになったのである。